# ブギーマン

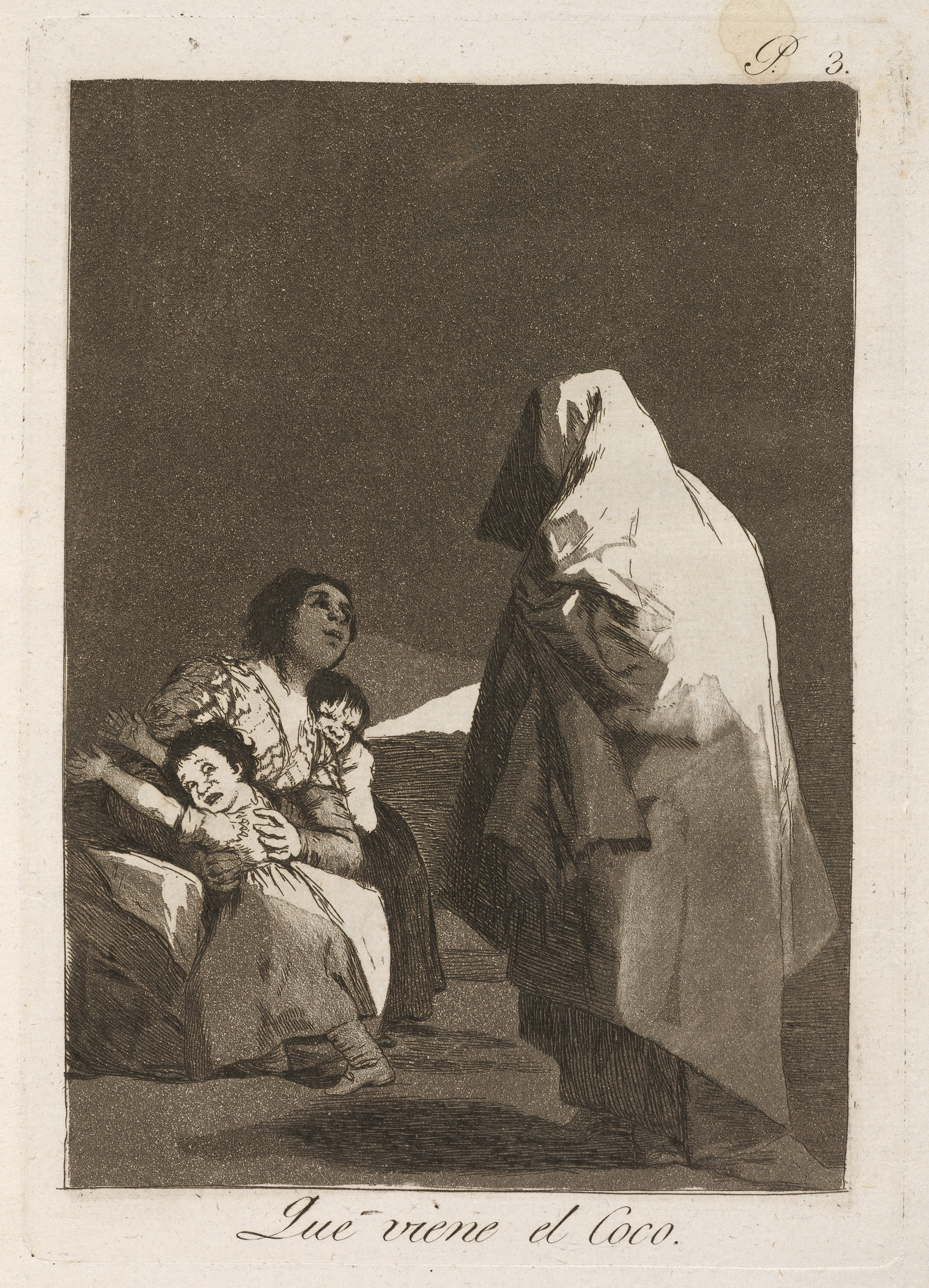
『ブギーマンがやって来た』（フランシスコ・デ・ゴヤ画、1797年頃）

ブギーマン（英語: Boogeyman、bogeyman、boogyman、bogyman、boogieman、bogieman、boogiman、bogiman、ボギーマン、ブーギマン、ボーギマン、ブーゲイマン、ボーゲイマン）は、子供たちが往々にして信じている、伝説上の、もしくは民間伝承における妖精に類似した怪物である。

## 概要
ブギーマンには、いかなる特定の外観もない。実際のところ、同じ近所でも家によって全く異なる姿で信じられていることもある。多くの場合、ブギーマンは子供たちの心の中で、いかなる形も持たず、単に不定形の恐怖が実体化したものである。気になる恐ろしい人物や事象に対し比喩的に用いられることもある。親は、子供が言うことを聞かない時に「ブギーマンがさらう」と脅し、言うことを聞かせようとする。ブギーマンはおそらくスコットランドが発祥であり、そこではこのような存在が、ボーグル（bogles）、ボガート（boggarts）、ボギー（bogies）などと呼ばれる。
ブギーマン伝説は、土地により異なる。あるところではブギーマンは男性であり、他のところでは女性である。米国中西部のどこかでは、窓を引っ掻く。また、寝台の下にいたり、箪笥の中だったり、子供が夜寝ないと食べたりする。イボを伝染したりもする。子供のする悪いこと、たとえば指シャブリのみを標的にすることもあれば、悪いこと一般を目標にしたりする。
アイルランドでは、沼地（bog、ボグ）にブギーマンが棲んでいて、子供と遊びたいために一年と一日間誘拐するという。

## 語源
「bogey」はおそらく「恐ろしい幽霊」を意味する中世の英単語「bogge/bugge」に由来する（これは「bug」の語源でもある）。他の欧州言語にも同語源のものがある。 bögge, böggel-mann（英語の「ブギーマン」に相当）（ドイツ語）, Buse （ニーノシュク）, bòcan, púca, pooka or pookha （ゲール語）, pwca, bwga or bwgan （ウェールズ語）, puki （古ノルド語）, pixieあるいはpiskie （コーンウォール語）, puck （英語）, bogǔ(？) （スラヴ語派）。

### 他の未検証の語源
この言葉は東南アジアでは一般に、インドネシアのスラウェシ島南岸の海洋民族のブギス人（Bugis）またはブギス人海賊（Buganese pirates）を指し示す。これらの無慈悲な海賊は、初期のイングランドやオランダの東インド会社の貿易船を苦しめた。一般には、欧州の船乗りが東南アジアから恐ろしい海賊を意味する「ブギ・マン」という言葉を持ち帰ったものとも信じられている。しかし語源学者は、欧州による東南アジア植民地化の何世紀も前から「ブギーマン」の原型となる単語が用いられていたこと、当時西洋人がブギス人を知っていたとは考えがたいことから、この考えを否定している。
また、イギリス人がナポレオンに対して用いていた蔑称「Boney」から派生し、時を経て「Boneyman」、「Bogeyman」へと変化したという説もある。

## 異文化圏での類似する怪物
このような存在はほぼ普遍的なもので、さまざまな国の伝承にある。
- アゼルバイジャン　子供をおとなしくさせる類似の生き物はホハン（khokhan）
- ブラジルとポルトガル　聞き分けのない子供を脅すという同目的の類似の生き物が存在し、「袋の男」（ポルトガル語: homen do saco）と呼ばれる。サンタクロースのように袋を担いだ成人男性で、浮浪者のようななりをしていて、悪い子を集めて売り払う。子供が聞き分けのない時に、「袋の男」を呼んで持っていってもらうように子供に言う。類似の怪物にはビチョ・パパオ（bicho papao、食獣）もいる。
- ブルガリア　ブルガリアでは行儀が悪い子供には、黒い恐ろしい化け物のような男「トルバラン」（Торбалан、Torbalan、袋を持った男）がやってきて、さらって大きな袋に詰めると言われる。スモリャン州のある村では、「タラスム」（Таласъм、Talasam）と言う名の毛の生えた黒い幽霊の如き生き物が、納屋の陰や屋根裏に棲み、夜な夜な子供を脅すと信じられている。
- チェコ共和国　ブバク（bubak、怖いもの）ハストルマン（hastrman、案山子）がチェコでのブギーマンである。トルバランのごとき袋を持ち子供を連れ去る類人である。しかしながら、成人も連れ去り、川の土手に隠れ軽率な人をおびき寄せるために、迷子の赤子の泣声のような音をたてる。満月の夜に機織りをし、盗まれた魂のために服を作り、猫の引く車に乗る。
- デンマーク　デンマーク版はブッセマンド（bussemand）。寝台の下に隠れ、寝ない子供を持ち去る。英語と同様、鼻水を意味する俗語でもある。
- フィンランド　フィンランド版はモルコ（Mörkö、フィンランド語）またはモラン（Mårran 、スウェーデン語）。モランはムーミン（原作はスウェーデン語）に出てくるものが有名であり、恐ろしい暗い青色の大きな幽霊のような生き物である。
- フランス　フランス版はクロックミテーヌ（le croque-mitaine、手袋噛み）。
- ドイツ　ドイツではシュヴァルツェマン（Der schwarze Mann、黒い男）かブッツェマン（Butzemann）。黒は皮膚の色を指し示すのではなく、箪笥の中、寝台の下など、子供たちが夜間に恐れる暗いところに隠れていることを示す。また子供のゲームで"Wer hat Angst vorm schwarzen Mann?"（黒い男を怖がっているのは誰だ）というものがある。
- ギリシャ　ギリシャ版はバブラス（Baboulas）。いろいろな場合があるが、たいていは寝台の下に居る。
- ハイチ　ハイチでは、ブギーマンは巨大で、よい子の所へくるクリスマスおじさん（Tonton Noel）の相方。よくない子供を拉致し袋詰めにすることで名が高い。当地のクレオル語での名はトントン・マクート（Tonton Macoute、麻袋おじさん）。
- ハンガリー　レーズファスー・バゴイ（Rézfaszú bagoly）。言葉の意味は、銅のペニスのフクロウ。よくないことをした子供を脅すのに使う言い回しは、「銅のちんちんのフクロウがお前をさらっていく」。
- インド　インドでは各地で異なる名前がある。
  - 北インド　子供たちは、捕獲した子供を入れる袋（bori）を持ったボリバラ（Bori Bara）が来ると脅される。類似のチョーンキ・ダール（Chownki Daar）は寝ない子供を持ち去る夜警を指す。
  - 南インド　タミル・ナードゥ州では、二つ目玉のテライ・カナン（Terrai Kannan）かポーチャーンディ（Poochaandi）が来ると脅される。アーンドラ・プラデーシュ州での相当版は、ブチュドゥ（Buchdu）。
- イラン　ペルシャ文化では、行儀の悪い子供たちは、ルル（lulu、لولو）が悪い子を食べる、と脅される。ルルはたいていルル・コルコレ（lulu-khorkhore、全部平らげる怪物）と呼ばれる。この脅迫は、たいていちいさな子供たちに食事を食べさせるのに使われる。
- イタリア　イタリア相当版はウオモ・ネロ（l'uomo nero、黒い男）、背が高く、黒い上着、黒い頭巾か帽子で顔を隠す。時に、親はいかにも誰かがドアを叩いているかのように食卓の下を強く叩き「さて、どこぞにスープを飲まん悪い餓鬼がいるか知っている黒い男がきたぞ」という。この黒い男は、子供を食べたり傷つけたりはせずに、ただどこか不思議な恐ろしいところへ連れ去るのみである。多くの子守唄では一ヶ月間子供を隠すとなっている。黒色はファシズムを連想させるので、黒い男という語は大人の政治風刺でも用いられる。1980年以後、皮膚の色が黒い人たちを意味するnegroにneroがとって代わったので、人種主義者による風刺にも用いられる。ほかには、カルタゴの将軍であるハンニバル（Hannibal）も使われる。ハンニバルは古代ローマの最大最強の敵とされていたので、ローマの文化の重要なものとなった。ローマに対する脅威はあまりにも大きかったので、その恐怖心はながらくイタリアに残っていた。かつては「お行儀よくしなさい。そうしないとハンニバルがきてさらっていってしまいます」というのが悪童をしつけて矯正する手段とされており、今日においても同様である。
- 日本　柳田国男は、コトリゾ、カクシババなどの伝承を書籍に記載している。また、「油取り」「隠れ婆」など子供を連れ去る隠し神（神隠し）の存在が各地で語り継がれている。かつては「むくりこくりの鬼」が来るという脅し文句もあり、一般には元寇にちなんでいるとされる。
- メキシコ　エル・ククイ（el Cucuy）。社会学教授マヌエル・メドラノが言うには、ククイは小さな亜人間で赤く光る目があり、箪笥の中か寝台の下に居る。メドラノは「ある伝承では暴力の被害者であった小さな子供とされており、…、生きてはいるが、生きてはいない」という（Xavier Garza’s 2004 book Creepy Creatures and other Cucuys.からの引用[6]。
- ノルウェー　Busemannen
- オランダ　Boeman
- フィリピン　Pugot Manu （イロカノ語地域のみ）
- ポーランド　シレジア地方などでは、子供はバボク（babok, babok, babok）という古くからの民話にある類似のもので脅される。
- ケベック　カナダにおけるフランス語圏のケベックでは、「7時の男」（Bonhomme Sept-Heures）が7時頃に家庭を廻り、寝ていない行儀の悪い子を洞穴へ連れ帰り、ごちそうにする。
- ルーマニア　ルーマニア相当版はバウバウ（Baubau）。この話で親は行儀の良くない子供を脅す。
- ロシア　多くの場合、寝台の下に隠れているといわれているババイ（Бабай、Babay）が子供を寝かせる若しくは行儀をただす目的で使われる。ババイはタタール語で老人の意。ババイは袋あるいは怪物を持った老人で、行儀を良くしないと連れ去られると子供たちは言われる。
- スコットランド　ブギーマンの元となったボーグルやボガートに加え、近世には実在の殺人犯バークとヘアが名を連ねるようになった。
- スペイン　エル・ココ（El Coco）は、大人が子供たちを怖がらせ床につかせるために用いるスペイン語圏における一般的なお化けである。親のおやすみの言いつけに背いた子供を食べてしまう。容姿は不細工で、話によっては毛むくじゃらの怪物とされている。プエルトリコやラテンアメリカのいくつかの国ではエル・クコ(El Cuco)と変化しており、メキシコではククイ（Kukui）、キューバではココリカモ（Cocorícamo）、ペルーではククフォ（Cucufo）と呼ばれている。両親は子守唄を歌うか詩を語ることによって、子供たちが眠りにつかないと、エル・ココがきてお前たちを食べてしまうぞと警告する。子守唄としての最古の事例は17世紀のフアン・カシェス（Juan Caxés）によるものである。その後、現在までの長い年月の間に変化してきたが、オリジナルの意味合いは変わらずに保持されている。類例としてオンブレ・デ・サコ（袋をもった怖いおじさん)、ロバチコス（子供さらい）、ティオ・サインがあり、これらも子供を怖がらせて言うことを聞かせるために使われる。
- スウェーデン　スウェーデン相当版は「寝台の下の怪物」を意味する「Monstret under sangen」か、黒い男を意味する「Svarta mannen」。
- スロベニア　スロベニア相当版は「Bavhav」。特定の形はない。男性とも、人間ともされないことが多い。妖精の一種とも魂ともされる。
- スイス　スイス相当版は「Boogg」であり、春の祭りの際に重要な役を果たす。これは冬と死の象徴であるので、チューリッヒ市のゼクスロイテン（Sechselauten）の祭典では、Booggの像が焼かれる。
- トルコ　悪い子供を篭に入れて食べるために洞穴へつれ帰るドゥンガンガ（Dunganga）の古い子守唄がある。
- ウクライナ　ウクライナ東部にはロシアの影響があり、ババイと呼ばれる。ロシアを参照。
- ヴェトナム　「ong ba bi」（北部、言葉の意味は「三つの袋の人」）あるいは「ong ke」（南部）は、行儀の悪い子をなだめすかすのに、また食事を食べさせるのに用いる。

## 大衆文化
- ブギーマンを取り扱った作品としてよく知られているものには、レイモンド・ブリッグズの『いたずらボギーのファンガスくん』（Fungus the Bogeyman）などがある。
- ヴィクター・ハーバートのオペレッタ『おもちゃの国の赤ん坊たち Babes in Toyland』(1903年) を映画化した1934年の『玩具の国』（Babes in Toyland）では、犯罪者がブギーマンの国へ流される。ブギーマンは、恐ろしい毛の生えた巨大な歯で生きたまま人食いをする生き物として描かれる。
- アメリカを発祥とし世界中で熱狂的な流行を示しているジョーク『チャック・ノリス・ファクト』のなかでも、特に有名な一節にブギーマンのものがある。チャック・ノリス自身も最も気に入っているファクトの一つであるとタイム誌のインタビューで述べている。

When the Boogeyman goes to sleep every night, he checks his closet for Chuck Norris.
（毎晩、ブギーマンは寝る前に自宅のクローゼットにチャック・ノリスがいないかチェックするんだ）
- AC/DCは1995年のアルバム『ボールブレーカー』で『ブギーマン』という題の曲を録音した。
- スティーヴン・キングの短編『子取り鬼（英語版）』は、家族をブギーマンに殺された男が精神科に助けを求めに来る。
- 1986年から1991年にかけて放送されたアメリカのアニメシリーズ『ザ・リアル・ゴーストバスターズ』では、ブギーマンが悪役として度々登場する。
- 1993年のティム・バートンのアニメーション映画『ナイトメアー・ビフォア・クリスマス』の悪役としてもブギーマンは登場する。ブギー（Oogie Boogie、ウーギーブーギー）は大きな麻袋の姿をした賭け事の大好きな無法者の怪物で、その正体は袋の中に入っている無数の虫であった。
- 1998年に電撃ゲーム小説大賞を受賞したライトノベル作品、上遠野浩平『ブギーポップは笑わない』から始まるシリーズには黒帽子に黒マントのブギーポップという、ブギーマンのパロディ的な存在が登場する。
- 1999年のディズニーテレビ映画、『ベッドの下はふしぎの国』（Don't Look Under The Bed）の主役フランシス・ベーコンはブギーマンの冗談に晒される。彼女は空想の友人、ラリーの助けを求める。
- テリー・プラチェットの『ディスクワールド』ではブギーマンという名の、背の高いひょろ長い有毛の、何となく猿のような生物が登場する。彼らは理由無く寝台の下、扉の陰、箪笥に隠れるが、ブギーマンの一人が言うには、これは子供を邪悪から守るためである。
- 1978年のジョン・カーペンターのホラー映画『ハロウィン』およびその続編には「ブギーマン」と呼ばれる殺人鬼（本名：マイケル･マイヤーズ）が登場する。映画の最後ではブギーマンは突き落されて死んだと思われたが、実際には死んでおらず、シリーズの8本中『III』」[7]を除く7本に登場する。
- 映画『モンスターズ・インク』ではブギーマン（モンスター）の世界が登場する。主人公の二人のモンスターは電力会社に勤め、人間界の子供たちの叫び声を発電用に収集する。
- 『ザ・シンプソンズ』では、リサが、ホーマーが銃を持って隠れて子供たちがマットレスの陰に隠れ、手当たり次第ブギーマンのいそうな所を射撃する夢を見て目を覚ます。
- 『ビリー&マンディ』ではブギーマンは脇役として登場する。
- 『パワーパフガールズ』では、太陽をミラーボールで隠した、闇を支配するディスコダンサーとしてブギーマンが登場する。
- WWE所属のレスラーであるマーティー・ライトはブギーマンのギミックを用いる。真っ赤な顔に欠けた歯、蓑のようなコスチュームが特徴。目覚まし時計を頭に叩きつけて壊したり、ミミズを生きたまま踊り食いにするなどのアクションがおなじみ。
- デトロイトのラップ・デュオ、インセイン・クラウン・ポッシー（Insane Clown Posse）は『Boogie Woogie Wo』という曲を録音した。これは、子供の寝室に夜間忍び込んで殺す男を主人公にした曲である。
- メガドライブの米国製ゲームであるトージャム＆アールに、透明な姿の敵キャラとして登場する。
- 2004年公開の映画『ヴィレッジ』では、森に囲まれ外界と隔絶された村にて子供に外へ出てはならないと教えるのに森に潜むとされる怪物の存在が語られている。
- 2012年公開の映画『トールマン』では、寂れた鉱山町の人々が相次ぐ子供の失踪事件を「トールマン」の仕業として怖れている。
- 澤村伊智の小説『ぼぎわんが、来る』に登場する怪異「ぼぎわん」はブギーマンが原型となっている。
- ラムシュタインが2022年に発表した曲『不安』には「Schwarzer Mann」が登場する他、ドイツの遊びの掛け声「Wer hat Angst vorm Schwarzen Mann?」が歌われる。